# 圣伊莱尔 (伊泽尔省)
圣伊莱尔（法語：Saint-Hilaire，法語發音：[sɛ̃.t‿ilɛʁ] ⓘ）是法国伊泽尔省的一个市镇，位于该省中东部，属于格勒诺布尔区。2019年，圣贝尔纳与临近的2个市镇合并为新市镇小岩高原镇，圣伊莱尔为新市镇行政中心。

## 地理
圣伊莱尔（45°18'34"N, 5°53'14"E）面积8.61 平方千米，位于法国奥弗涅-罗讷-阿尔卑斯大区伊泽尔省，该省份为法国东南部内陆省份，北起顺时针与安省、萨瓦省、上阿尔卑斯省、德龙省、阿尔代什省、卢瓦尔省和罗讷省。
与圣伊莱尔接壤的市镇（或旧市镇、城区）包括：圣庞克拉斯、圣皮埃尔-德沙特勒斯、拉泰拉斯、克罗勒、兰班、圣贝尔纳。

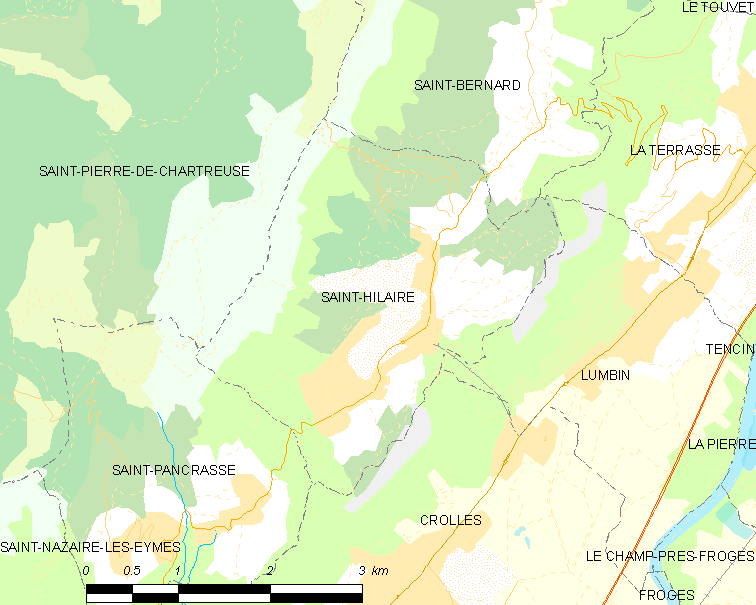
的OSM定位图

圣伊莱尔的时区为UTC+01:00、UTC+02:00（夏令时）。

## 行政
圣伊莱尔的邮政编码为38660，INSEE市镇编码为38395。

## 政治
圣伊莱尔所属的省级选区为中格雷西沃当县。

## 人口

1962-2008年间人口变化图示

圣伊莱尔于2018年1月1日时的人口数量为1284人。